# Ponyboi
Ponyboi je americký dramatický film z roku 2024, označovaný též jako nezávislý neo-noirový thriller. Snímek natočil kolumbijsko-americký režisér Esteban Arango podle scénáře salvadorsko-americké intersexuální filmařky Rivery Gallo. Ta původně napsala a natočila stejnojmenný krátký film (2019), který se stal podkladem k celovečernímu dílu, a v obou případech také ztvárnila titulní postavu. První, 19minutová verze se stala historicky prvním snímkem, v němž otevřeně intersexuální osoba ztvárnila intersexuální postavu. V nové, 103 minutové verzi hraje Gallo tutéž postavu po boku Dylana O'Briena, Victorie Pedretti, Murraye Bartletta či Indye Moore.
Film měl svou premiéru na festivalu Sundance 20. ledna 2024. Společnosti Fox Entertainment Studios a Gathr jej pak uvedly v distribuční premiéře u příležitosti měsíce hrdosti 27. června 2025 a následně do široké kinodistribuce 23. července téhož roku.

## Děj
Film se odehrává na Valentýna v New Jersey v první dekádě 21. století. Hlavní hrdinkou je Ponyboi (River Gallo), intersexuální sexuální pracovnice, která využívá prádelnu současně jako místo pro své noční schůzky a jako drogové doupě. Je zaměstnána u Vinnieho (Dylan O’Brien), drogového dealera a pasáka, jehož těhotná přítelkyně Angel (Victoria Pedretti) je zároveň blízkou kamarádkou Ponyboie. Ponyboi má s Vinniem také komplikovaný fyzický vztah, který před Angel tají. Jejich vztah není rovnocenný, Ponyboi k Vinniemu něco cítí, ten se však chová neomaleně, přesto tak Ponyboi nachází alespoň náznaky blízkosti a něhy, které jinak postrádá.
Příběh nabere obrátky, když jeden z klientů, mocný gangster Lucky (Stephen Moscatello), po požití nové drogy od Vinnieho zemře. Ponyboi zpanikaří, zmocní se peněz a začne prchat před mafií. Při svém útěku se musí potýkat s otázkami souvisejícími s identitou, rodinou a loajalitou. Hledá přístup k hormonům, aby si mohla zachovat svou identitu, zároveň se rozhoduje, zda obnovit vztah s otcem, s nímž se ve zlém rozešli a nyní je vážně nemocný. Ponyboi čelí vnitřním konfliktům spojeným s dětstvím: rodiče ji jako dítě podrobili chirurgickému zákroku s cílem „normalizace“ pohlavních znaků a vychovali ji jako chlapce, což vedlo k trvalému citovému traumatu.
Na své cestě potká také Bruce (Murray Bartlett), něžného vousatého staršího muže jako vystřiženého ze svých romantizovaných snů o staré Americe plné kovbojů, který se objevuje v sérii snových, intimních scén. Jejich vztah je citlivý a plný symboliky, ale film ponechává jeho rozuzlení otevřené. Další vedlejší postava Charlie (Indya Moore) poskytuje životnímu pohledu Ponyboie emotivní konfrontaci ohledně identity a ztráty.

## Obsazení
| River Gallo             | Ponyboi  |
| Dylan O'Brien           | Vinnie   |
| Victoria Pedretti       | Angel    |
| Murray Bartlett         | Bruce    |
| Keith Williams Richards | Two-Tone |
| Indya Moore             | Charlie  |

## Uvedení a přijetí
Kromě lednového festivalu Sundance byl film uveden také v říjnu téhož roku na newyorském LGBT+ festivalu Newfest, v listopadu na Turínském filmovém festivalu nebo v květnu 2025 na torontském LGBT+ festivalu Inside Out.
Na recenzním agregátoru Rotten Tomatoes film získal 83 % pozitivních hodnocení z celkem 35 recenzí (k 31. 7. 2025). Na webu Metacritic dosáhl metascore 67 / 100 na základě 9 kritik, což je hodnoceno jako „převážně příznivé“ (Generally Favorable).